# ۷ خوش شانس
خوش شانس ۷ (انگلیسی: Lucky 7) یک فیلم در سبک کمدی رمانتیک به کارگردانی هری واینر است که در سال ۲۰۰۳ منتشر شد. از بازیگران آن می‌توان به کیمبرلی ویلیامز-پیزلی، پاتریک دمپسی، برد رائو، برایان مارکینسون، و گیل اوگریدی اشاره کرد.